# Rakieta dodatkowa na paliwo stałe systemu STS

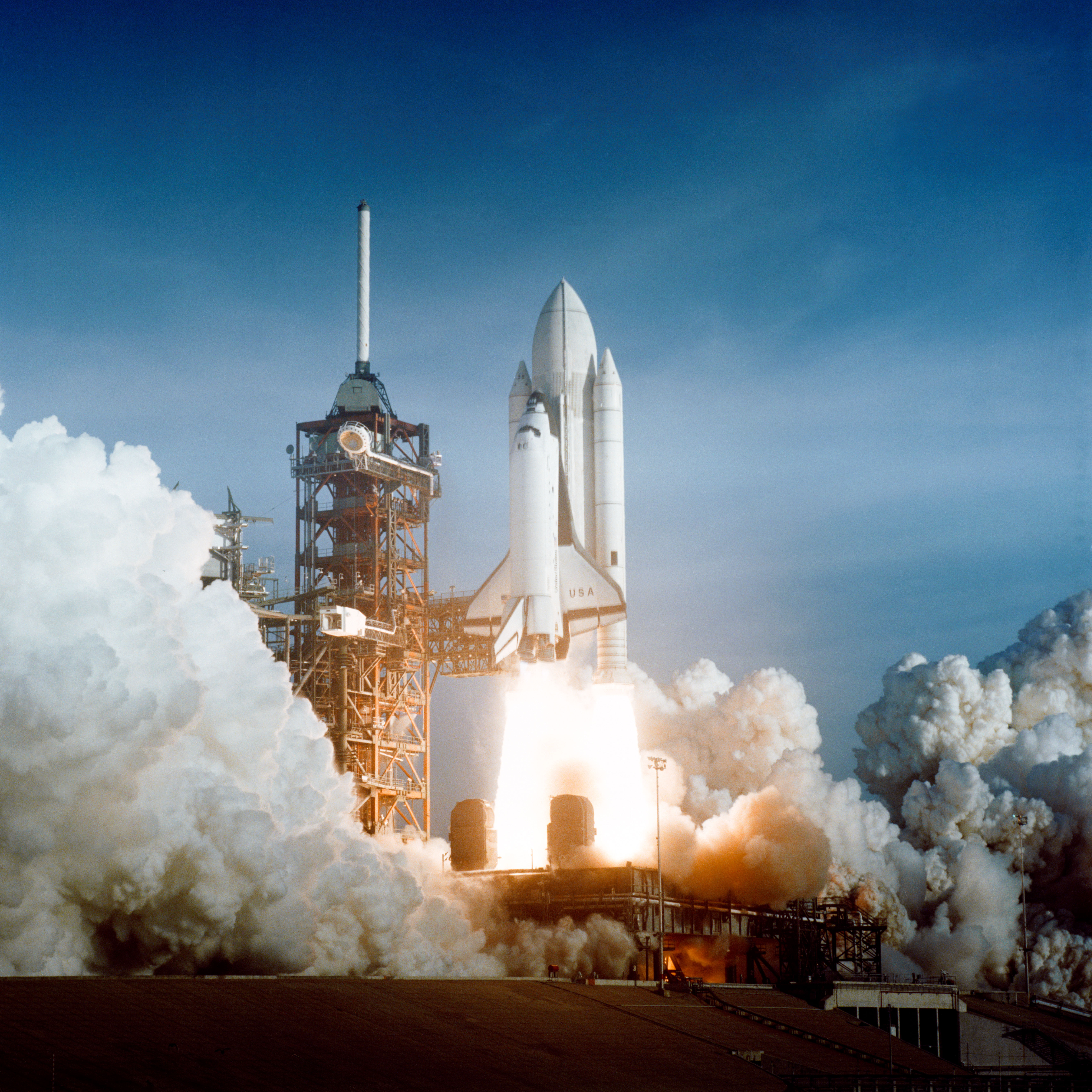
Start promu Columbia w 1981 roku podczas pierwszej misji amerykańskiego promu kosmicznego. Widoczne działające dwa SRB i trzy silniki główne

Przekrój rakiety wspomagającej SRB
A – Osłona dyszy i tylnej części silnika
B C D E – Sekcje wypełnione materiałami pędnymi
F – Sekcja przejściowa
G – Osłona spadochronów głównych
H – Stożek dziobowy
1 – Tylne silniczki oddzielające
2 – Dysza
3 – Siłowniki hydrauliczne
4 – Elastyczne złącze pierścieniowe
5 – Obejma wzmacniająca
6 – Pierścień tłumiący
7 – Tylne połączenia ze zbiornikiem zewnętrznym
8 – Moduł aparatury elektronicznej
9 – Przewody elektryczne
10 – Stałe materiały pędne
11 – Urządzenia elektroniczne
12 – Światło pozycyjne włączane po wodowaniu
13 – Kamera filmowa
14 – Przednie połączenie ze zbiornikiem zewnętrznym
15 – Antena
16 – Spadochrony główne
17 – Przednie silniczki oddzielające
18 – Spadochrony wyciągający i stabilizujący

Rakiety dodatkowe na paliwo stałe systemu STS, SRB (z ang. solid rocket booster) – dwie rakiety na stałe materiały pędne przyspieszające prom kosmiczny STS podczas pierwszych dwóch minut lotu i działające równolegle z trzema silnikami głównymi. Po odłączeniu i wodowaniu były one odzyskiwane i remontowane, po czym mogły być użyte w kolejnych wyprawach. Rakiety SRB były największymi urządzeniami tego typu zastosowanymi w załogowych lotach kosmicznych. Długość rakiety wynosiła 45,36 m, średnica 3,708 m, a masa startowa 589 670 kg, z czego 502 125 kg przypadało na materiały pędne.

## Silnik
Korpus silnika składał się z jedenastu sekcji wykonanych z obrabianej cieplnie stali niskostopowej wysokiej wytrzymałości D6AC. Cylindry i kopuły, a także komora zapalnika i adapter, były formowane walcowaniem rolkowym a łączone sworzniami. Sekcje były obrabiane skrawaniem do średnicy zewnętrznej 3,708 m z dokładnością do 0,1 mm i grubości ścianki 12,7 mm z dokładnością do 0,05 mm. Każda sekcja była zakończona łącznikiem strzemiączkowym umożliwiającym połączenie z sekcją sąsiednią. Trwałość złącza międzysegmentowego uzyskiwano poprzez połączenie segmentów za pomocą 177 sworzni. Miejsce to było następnie wzmacniane paskiem z włókna szklanego, na który była naklejana gumowa nakładka. Szczelność złącza zapewniały dwa O-ringi ułożone w rowkach: podstawowy na górze, rezerwowy na dole. Przed wypełnieniem materiałami pędnymi sekcje były wstępnie składane w cztery większe segmenty. Wnętrze każdego z nich pokrywano izolacją gumową, zmniejszającą oddziaływanie gorących produktów spalania na metalowe ścianki silnika, następnie zalewano materiałem pędnym, w którym paliwem był pył aluminiowy (16%), a utleniaczem nadchloran amonu (69,83%). Resztę stanowi spoiwo – poli(butadien-akrylonitryl) oraz epoksyd jako utwardzacz (2%). W mieszance były też niewielkie ilości (0,17%) tlenku żelaza, który służył do regulacji szybkości spalania – (katalizator). Po utwardzeniu spoiwa materiał pędny miał konsystencję i kolor brudnej gumki do ścierania. Przez materiał pędny, na jego osi był specjalnie kształtowany kanał i od jego góry rozpoczynało się spalanie. W najwyższym segmencie powierzchnia kanału miała kształt jedenastoramiennej gwiazdy. Schodząc niżej stawała się ona walcowa lub stożkowa o niewielkim stopniu rozbieżności.

Zmiany siły ciągu w czasie pracy rakiet SRB w trakcie misji STS-107

Na szczycie silnika SRB był umieszczony zapalnik. Były to dwa niewielkie silniczki na stałe materiały pędne z zapłonem elektrycznym. Proces zapłonu był bardzo szybki i rozpoczynał się od zainicjowania spalania ładunku pierwszego, małego silniczka. Był on umieszczony we wnętrzu zapalnika głównego. Wydobywające się z niego produkty spalania miały temperaturę 2900 °C wystarczającą do rozpoczęcia pracy silnika SRB. Najpierw zapalały się substancje w najwyższym segmencie — tam, gdzie komora spalania miała gwiaździsty przekrój — i w ciągu 0,15 s rozprzestrzeniały się na całą powierzchnię. Po 0,5 s ciśnienie we wnętrzu silnika osiągało wartość roboczą. Szybkie spalanie „gwiazdy” dawało podczas startu maksymalny ciąg 13,7 MN, który zmniejszał się przez 62 s, kiedy to „gwiazda” zostawała zupełnie spalona. Później ciąg znowu wzrastał dzięki odpowiedniemu ukształtowaniu komory spalania. Gdy płomienie zaczynały dosięgać izolacji segmentów siła ciągu gwałtownie malała do zera.
Podczas spalania materiałów pędnych tworzyły się duże ilości gazów, które wydostawały się przez ruchomą dyszę o długości 4,19 m, średnicy przewężenia 1,37 m i średnicy wylotowej 3,76 m. Przewężenie dyszy powodowało wzrost ciśnienia wewnątrz silnika i powstanie siły ciągu. Po przejściu przez przekrój krytyczny dyszy (przekrój o najmniejszej powierzchni) gazy gwałtownie rozprężały się i przyspieszały tak, że przy wylocie uzyskiwały prędkość 2,7 km/s. Dysza była przymocowana do najniższego segmentu poprzez elastyczny pierścień umożliwiający poruszanie dyszą i sterowanie kierunkiem ciągu. Od wewnątrz dysza była wyłożona ablatorem niedopuszczającym do spalania metalowej struktury podczas dwuminutowej pracy silnika. Przed upadkiem SRB do oceanu stożkowe zakończenie dyszy było odstrzeliwane, by do minimum zmniejszyć obciążenia dynamiczne w chwili zetknięcia z wodą.

## Elementy konstrukcyjne

Dziób rakiety wspomagającej SRB
1 – Zaczep liny holowniczej
2 – Spadochrony główne
3 – Pływak spadochronów głównych
4 – Mocowanie spadochronu stabilizującego
5 – Mocowanie spadochronu wyciągającego
6 – Spadochron wyciągający
7 – Pływak spadochronu stabilizującego
8 – Spadochron stabilizujący
9 – Przekaźnik barometryczny
10 – Jeden z sześciu otworów wskaźnika barometrycznego
11 – Pływak osłony spadochronów głównych
12 – Linki spadochronów

Pierwszym, poczynając od szczytu rakiety, elementem konstrukcyjnym był wykonany z lekkiego stopu aluminium stożek dziobowy. W jego wnętrzu były ukryte spadochrony, wyciągający zwany pomocniczym i stabilizujący. Stożek dziobowy i zakończenie dyszy były jedynymi nieodzyskiwalnymi elementami rakiety wspomagającej. Niżej znajdowała się osłona spadochronów głównych wykonana w kształcie stożka ściętego. Wyposażona była ona w pływak i urządzenia lokacyjne umożliwiające jej odzyskanie po wodowaniu. Do dolnej krawędzi osłony był przymocowany pierścień uzbrojony w ładunki pirotechniczne. Eksplodując odłączał on osłonę od silnika SRB i uwalniał spadochrony główne. Między spadochronami a właściwym silnikiem znajdowała się jeszcze sekcja przejściowa. Mieściła ona awionikę, żyroskopy oraz hak umożliwiający po wodowaniu odholowanie rakiety do portu.
Dolna część silnika była chroniona przez osłonę wykonaną z aluminium i miała kształt ściętego stożka wzmacnianego wzdłużnicami. Stanowiła ona ponadto jedyną podporę dla całego systemu STS stojącego na platformie startowej. Do zewnętrznej powierzchni osłony były przyspawane cztery stojaki z kutego aluminium. Każdy z nich miał trójkątną podstawę o wymiarach 50,8x30,5 cm. Zostały one zaprojektowane tak, aby wytrzymać naprężenia ściskające o wartości 345–415 MN/m2. Był to przedział,  który przejmował obciążenia wynikające z podtrzymywania 1/8 masy całego wahadłowca. W chwili startu do szesnastu detonatorów (po dwa w każdej podporze) był przesyłany sygnał elektryczny. Eksplodując kruszyły one nakrętki na śrubach platformy startowej umożliwiając rozpoczęcie wznoszenia. Pod tą osłoną znajdowały się jeszcze systemy sterowania kierunkiem siły ciągu, które są omówione osobno.
Każda rakieta wspomagająca była przymocowana do zbiornika zewnętrznego w dwóch miejscach. Górny punkt połączenia był właściwie pojedynczym sworzniem o długości 66,98 cm i średnicy 8,76 cm przy podstawie. Został on zaprojektowany tak, aby wytrzymać siły rozciągające o wartości 899 kN, powstające po wypaleniu materiałów pędnych w silniku SRB. Dolne połączenie zrealizowano z trzech sworzni pochłaniających obciążenia powstające podczas wzajemnego przemieszczania rakiet wspomagających i zbiornika zewnętrznego. Wytrzymywały one siły ściskające i rozciągające o wartości około 1750 kN. Wszystkie sworznie były wykonane ze stali nierdzewnej. Wewnątrz każdego z nich umieszczono ładunki wybuchowe. Gdy czujniki rejestrowały spadek ciśnienia w komorze spalania silnika SRB, urządzenia elektroniczne inicjowały sekwencję rozłączenia. Eksplodowały ładunki wybuchowe w górnym sworzniu. Powstające wtedy obciążenia rozciągające były znacznie większe od wartości dopuszczalnej i złącze pękało. Analogiczną metodę stosowano do rozerwania dolnego połączenia.

## Sterowanie kierunkiem siły ciągu

Przekrój podłużny przez dolną część rakiety
1 – Materiały pędne
2 – Przegubowe zawieszenie dyszy
3 – Pierścień tłumiący
4 – Punkty mocowania siłowników
5 – Liniowo ukształtowany ładunek pirotechniczny
6 – Ścianki segmentu silnika
7 – Osłona dolnej części silnika
8 – Pierścień oporowy
9 – Osłona cieplna

System sterowania kierunkiem siły ciągu został umiejscowiony pod osłoną zabezpieczającą dolną część rakiety. System ten poruszał dyszą silnika i w ten sposób sterował całym wahadłowcem podczas pierwszych dwóch minut wznoszenia na orbitę. Żyroskopy bezustannie dokonywały pomiarów położenia SRB i przesyłały te dane do komputerów pokładowych. Wysyłały one następnie sygnały wykonawcze do siłowników poruszających dyszami silników. Dysze mogły zostać wychylone o 4,7° w każdym kierunku od położenia neutralnego, a maksymalnie, w wypadkach szczególnych, o 6,65°.
W skład systemu sterowania kierunkiem siły ciągu wchodziły dwie hydrauliczne jednostki napędowe HPU (z ang. hydraulic power unit) oraz dwa siłowniki. Normalnie jeden siłownik przyporządkowany był jednej jednostce napędowej, ale w przypadku awarii pojedyncza jednostka mogła obsługiwać obydwa siłowniki (z nieco mniejszą szybkością). Każda jednostka HPU miała pomocniczą jednostkę napędową APU (silnik napędzany hydrazyną), zbiornik paliwa, zawór dopływu paliwa, zbiornik cieczy hydraulicznej i pompę hydrauliczną.
Siłowniki były wyposażone w układ autokorekcji, porównujący żądane wychylenie z aktualnym i wprowadzający ewentualne poprawki. Działały one jak tłoki przykładając odpowiednią siłę do ścianki umieszczonej na wahliwym złączu dyszy. Rozmieszczenie siłowników było takie, że dyszę można wychylić w dowolnym kierunku.
System sterowania kierunkiem siły ciągu działał w sposób następujący. Paliwo (hydrazyna) było rozkładane w obecności katalizatora na produkty gazowe, które napędzały turbinę. Jej wał połączony był zarówno z pompą paliwową, jak i hydrauliczną przez przekładnię. Szybkość dopływu paliwa była kontrolowana przez urządzenie elektroniczne tak, aby prędkość obrotowa turbiny utrzymana była na stałym poziomie 72 000 obr./min. Przekładnia redukowała tę prędkość do 3600 obr./min. Z taką prędkością pracowała pompa hydrauliczna, która przetłaczała ciecz roboczą ze zbiornika do siłowników.
Urządzenia systemu sterowania kierunkiem siły ciągu musiały być chronione przed silnym promieniowaniem cieplnym pochodzącym od płomienia wylotowego silnika SRB. Również hydrazyna musiała być chroniona przez nadmiernym nagrzaniem. Dlatego też między krawędzią osłony a dyszą była rozwieszona elastyczna osłona cieplna.

## Silniczki oddzielające
Zwykle w 123 s po starcie ciąg silników wspomagających spadał do zera i były one odłączane od zbiornika zewnętrznego. Aby zapobiec kolizji między tymi elementami, każda z rakiet SRB była wyposażona w dwa zestawy silniczków oddzielających. Jeden zestaw (cztery silniczki na stałe materiały pędne) znajdował się w korpusie osłony spadochronów głównych, drugi (cztery silniczki) — na zewnętrznej powierzchni osłony dolnej części SRB. Były one tak ulokowane, że wytworzony przez nie ciąg odsuwa rakiety wspomagające od zbiornika zewnętrznego.
Dolne silniczki oddzielające były zabezpieczone przed samozapłonem od nagrzewania aerodynamicznego lub ciepła wypromieniowanego przez silniki główne za pomocą pokryw aluminiowych nakładanych na dysze. Siła zapłonu silniczków wywoływałą pęknięcie pokryw w ponacinanych miejscach, a gazy wylotowe odrzucały je z dala od orbitera. Silniczki górne były przykryte osłonami stalowymi, które wprawdzie w czasie zapłonu pękały, ale pozostawały na stałe przytwierdzone do dysz silniczków.
Materiał pędny w silniczku spalał się w czasie średnio 0,66 s, dając ciąg 97,9 kN i impuls właściwy 250 s (w próżni). W chwili zakończenia ich pracy rakieta wspomagająca powinna być odsunięta na odległość 3,2 m od zbiornika.

## Spadochrony

Sekwencja odzyskiwania rakiety wspomagającej
1 – Spadochron wyciągający
2 – Stożek dziobowy
3 – Rakieta wspomagająca SRB
4 – Spadochron stabilizujący
5 – Osłona spadochronów głównych
6 – Trzy spadochrony główne

Po odłączeniu rakiety wspomagające wznosiły się jeszcze, a następnie opadały po torze balistycznym. Ich lot swobodny trwał 4 min. Były one hamowane przez system spadochronów o czaszach taśmowych, tj. wykonanych z taśmy koncentrycznie rozbiegającej się od środka. Prześwit czasz wynosi 16%.
Rakieta wspomagająca spadała z wysokości 70 km pod dużym kątem natarcia i gdy jej prędkość spadała do ok. Ma=0,5 (na wysokości 4700 m), rozpoczynałą się sekwencja odzyskania. Przekaźnik barometryczny powodował zapłon trzech ładunków pirotechnicznych, które odrzucały stożek dziobowy. Pod stożkiem dziobowym był upakowany spadochron wyciągający o średnicy czaszy 3,5 m. Wytrzymywał on obciążenia do 6584 kg powstające przy wyciąganiu spadochronu stabilizującego. Uwolniony spadochron wyciągający rozkładał się i pociągał za sznury uruchamiając inicjowane ładunkami pirotechnicznymi noże. Przecinały one wiązania spadochronu stabilizującego. Miał on czaszę o średnicy 16,5 m i wytrzymywał maksymalne obciążenia wynoszące 122 000 kg. Spadochron ten rozkładał się w trzech etapach. Początkowo tylko w 60%, ale wkrótce przecinana była linka (reflina) i czasza rozpinała się w 80%. Na wysokości 2835 m przecinana była druga reflina otwierająca spadochron stabilizujący do pełnych rozmiarów. Głównym jego zadaniem było wstrzymanie koziołkowania rakiety i ustawienie jej dyszą w kierunku wody.
Na wysokości ok. 2 tys. m przekaźnik barometryczny wysyłał sygnał inicjujący eksplozję ładunków pirotechnicznych oddzielających osłonę spadochronów głównych. Opadała ona na spadochronie stabilizującym i uderzała o powierzchnię wody z prędkością 18,2 m/s. Tymczasem otwierały się trzy identyczne spadochrony główne o średnicy czaszy 35 m (począwszy od misji 41-D o średnicy 41 m) i łącznym obciążeniu dopuszczalnym 247 ton. Każda czasza była połączona z silnikiem za pomocą 96 linek o długości 52 m. Spadochrony główne otwierały się w trzech fazach (19, 45 i 100% otwarcia) i zmniejszały prędkość opadania silnika do 26 m/s w chwili zetknięcia z wodą. W tym samym momencie ładunki wybuchowe kruszyły śruby łączące silnik z linkami spadochronów, które unosiły się na wodzie samodzielnie. Woda wypełniała 75% objętości komory spalania silnika, który ustawiał się dyszą w dół i pływał dzięki uwięzionemu wewnątrz powietrzu. Mógł się tak unosić przez 72 h.

## Instalacje elektryczne i oprzyrządowanie
Rakiety wspomagające wykorzystywały dwa źródła energii elektrycznej: ogniwa paliwowe orbitera i własne akumulatory. Energia była rozdzielana do wszystkich podsystemów przez zintegrowane zespoły elektroniczne. Te same urządzenia zarządzały przepływem danych między rakietą a orbiterem. Wszystkie informacje związane z bezpieczeństwem misji (zapłon silników, działania układu sterowania kierunkiem siły ciągu, odłączanie) były przekazywane do orbitera przez łącza trwałe, pzostałe zaś przez łącza komutowane czasowo. Osobne układy decydowały o eksplodowaniu ładunków pirotechnicznych. Wysłanie sygnału inicjującego zachodziło tylko wtedy, gdy zarejestrowane zostały trzy zakodowane sygnały o odpowiedniej długości i odstępach czasowych.
Rakiety wspomagające były wyposażone w rozliczne środki ułatwiające ich odszukanie po wodowaniu. Był to nadajnik radiowy o zasięgu 17 km oraz białe migające światło pozycyjne widoczne z odległości 9 km. Moc lampy wynosiła 500 W.

## Usprawnienia
W misji STS-8 po raz pierwszy zastosowano silnik SRB o podwyższonej sprawności. W stosunku do silnika standardowego miał on cieńsze ścianki, umożliwiające napełnienie większą ilością materiałów pędnych, i zmodyfikowaną dyszę. Zmiany polegały głównie na zmniejszeniu jej średnicy w przekroju krytycznym o 1,45 cm, zwiększeniu średnicy wylotowej o 10 cm i wydłużeniu dyszy o 26,5 cm. Zmieniono także rozkład tlenku żelaza w mieszance paliwowej oraz wprowadzono cieńszą izolację ścianek segmentów. Modyfikacje te zwiększyły impuls właściwy silnika SRB z 265,5 s do 268 s, a udźwig promu kosmicznego o 1400 kg.
Elementy standardowych rakiet wspomagających były używane wielokrotnie: segmenty dwadzieścia razy, a spadochrony dziesięć razy.

## Galeria

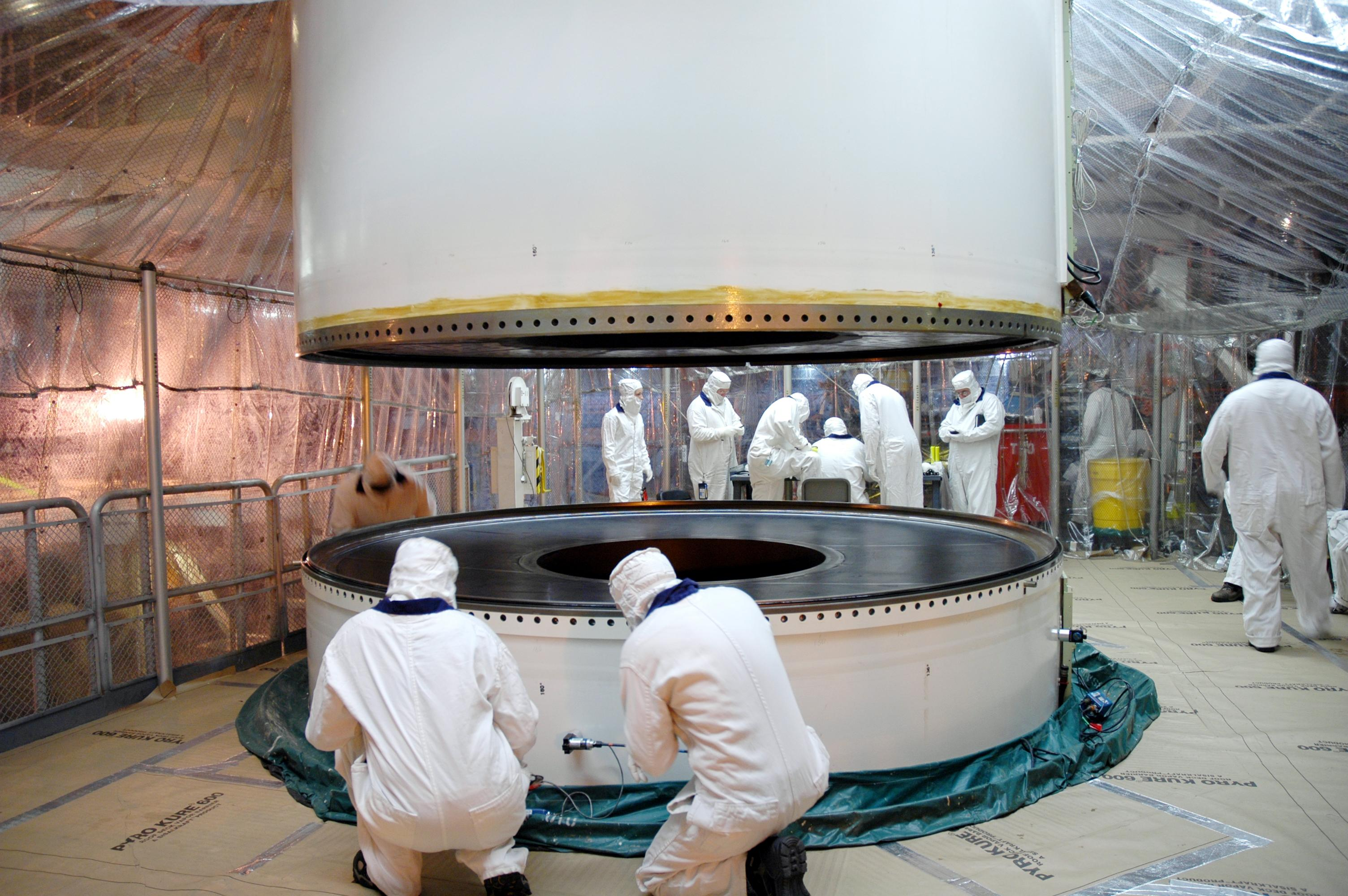
SRB w czasie montażu
Start promu z użyciem SRB
Oddzielenie SRB
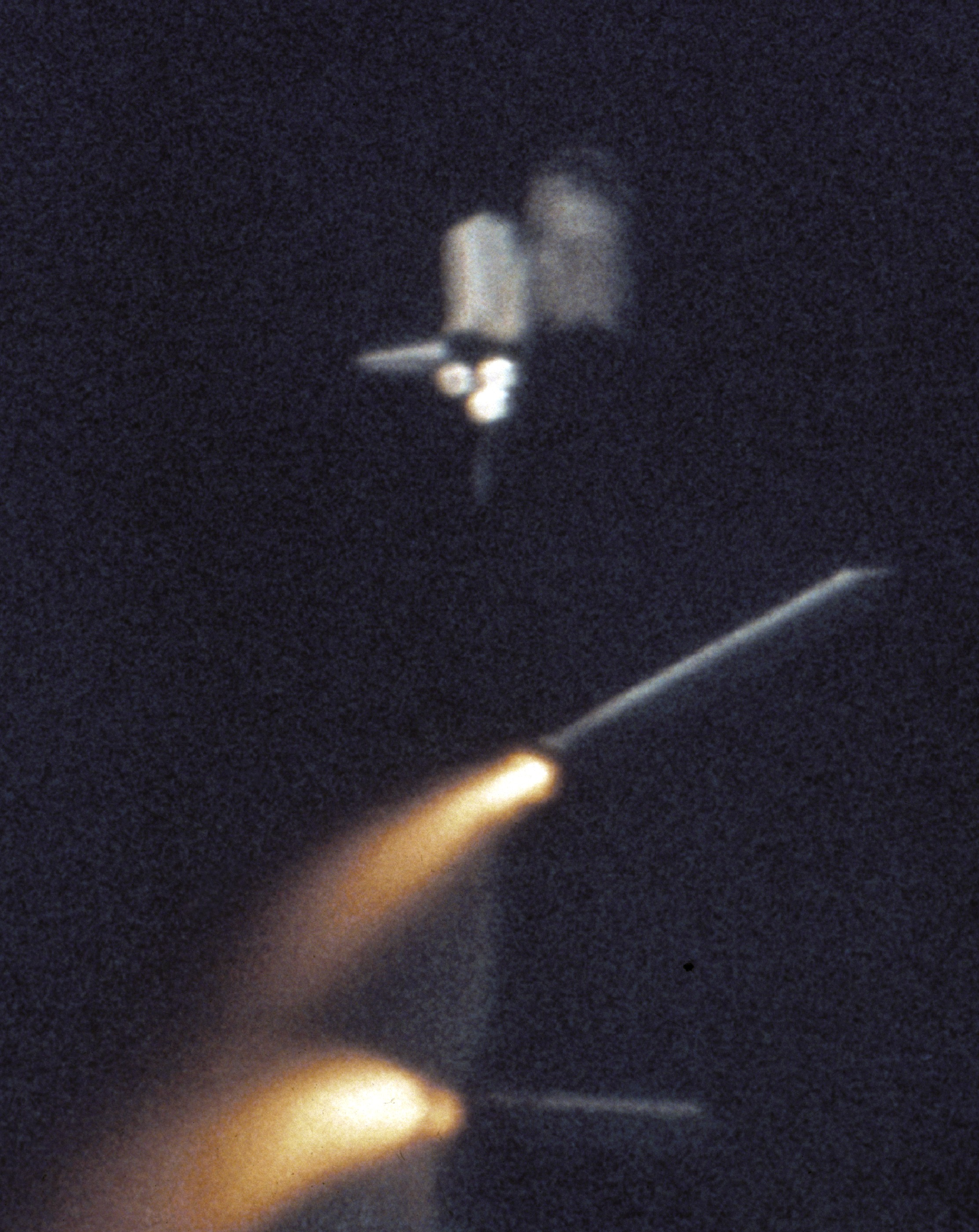
Rakiety po oddzieleniu się od promu
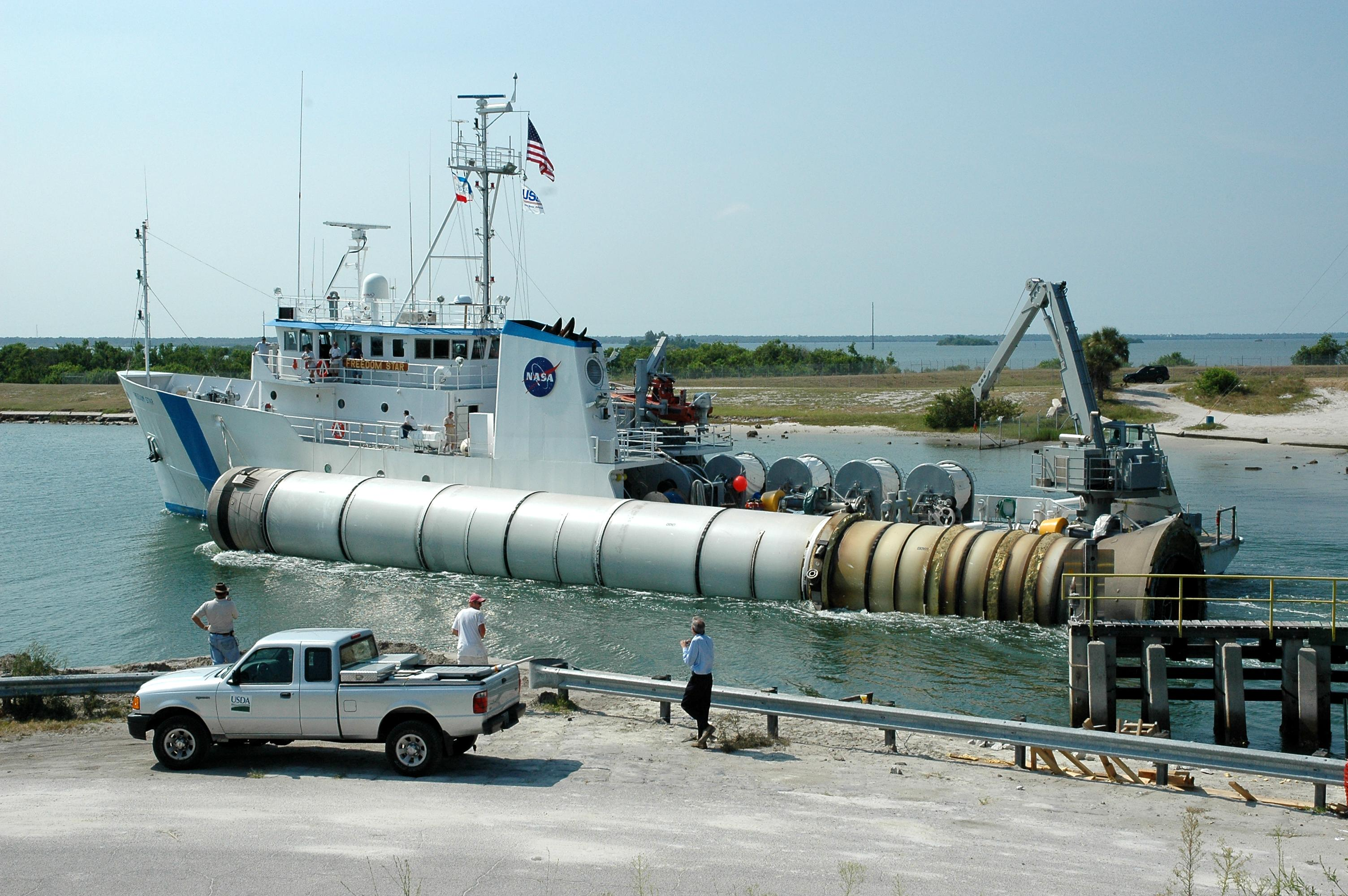
Wypalona rakieta wyłowiona z oceanu